# Спорт-900
«Спорт-900», КД — советское спортивное купе на базе агрегатов ЗАЗ-968А «Запорожец», собранное серией из шести машин в 1963-1969 годах с использованием производственных мощностей Московского завода автомобильных кузовов (ныне ООО «Московский завод специализированных автомобилей»).

## История
«Спорт-900» был создан в инициативном порядке группой сотрудников НАМИ, включавшей художников-конструкторов (дизайнеров) Эдуарда Молчанова и Феликса Хайдукова, инженеров Игоря и Льва Дурновых, художника Владимира Елтышева и химика Анатолия Сывороткина, при активном содействии директора МЗАК в 1957—1965 годах Кузьмы Дурнова (от его инициалов и произошло название «КД»). Количество построенных автомобилей — шесть незначительно отличавшихся друг от друга экземпляров — соответствовало числу соавторов конструкции, которые по завершении проекта получили их в личное пользование (такая форма кооперации станет впоследствии весьма распространена в рамках советского «автосама»).
По сути это были самоделки, но профессиональная дизайнерская проработка, выпуск в количестве нескольких экземпляров и использование производственных мощностей крупного промышленного предприятия явно выделяют эту серию на фоне обычного технического творчества тех лет. Автомобили получили широкую известность, им были посвящены многочисленные публикации в прессе. Ранее при участии той же группы специалистов НАМИ был разработан проект микроавтомобиля СМЗ-НАМИ-086 «Спутник».

## Особенности
«Спорт-900» представлял собой легковой автомобиль особо малого класса вместимостью «2+2» — два взрослых места и два детских. Кузов автомобиля — каркасно-панельный, с рамно-объединённой несущей системой — лонжеронная рама из стальных труб диаметром 70 мм, конструктивно объединённая с пространственным каркасом из тонкостенных 30-мм труб — и стеклопластиковой обшивкой, выполненной методом контактного формования из армированной стеклорогожей ТСЖ-0,7 полиэфирной смолы ПН-1. Благодаря рациональной конструкции кузова и использованию стеклопластика автомобиль получился лёгким — масса самого кузова вместе с рамой составила чуть более 100 кг, так что в снаряжённом виде «Спорт-900» весил на 125 кг легче «Запорожца» с его цельнометаллическим кузовом. При этом большое внимание было уделено обеспечению пассивной безопасности: пассажирский салон был окружён мощными трубчатыми дугами, предохраняющими водителя и пассажиров в случае столкновения, а оконечности кузова представляли собой зоны энергопоглощающей деформации.
Агрегаты были полностью позаимствованы у ЗАЗ-965 либо ЗАЗ-965А (на различных автомобилях серии): расположенный сзади V-образный четырёхцилиндровый двигатель мощностью 23 либо 27 л.с., четырёхступенчатая механическая коробка передач, передняя подвеска на поперечных торсионах с двойными продольными рычагами и пружинная задняя с качающимися полуосями.
Большой габарит двигателя «Запорожца» по высоте вынудил конструкторов придать кузову автомобиля выраженную клиновидную форму, с низкой носовой частью и высокой задней, что было также выгодно с точки зрения аэродинамики, снижая сопротивление воздуха и уменьшая снос боковым ветром. Для того, чтобы сгладить эту непривычную для тех лет особенность формы кузова, Молчанов применил характерный профиль боковины — с идущим по диагонали от её переднего верхнего угла к нижнему заднему перепадом поверхностей.
В верхней части боковина имела своего рода лунку, идущую вдоль передних двух третей длины кузова и переходящую в воздухозаборник охлаждения моторного отсека — с конструктивной точки зрения этот элемент играл роль ребра жёсткости. Ещё одна характерная особенность «КД» — применение арочной силовой структуры крыши, в наше время также нашедшей массовое применение. Водосточные желобки крыши были образованы выступающими наружу трубами её каркаса. Автомобиль имел интегрированные бампера из стеклопластика, окрашенные в цвет кузова. Интерьер был оформлен в спортивном стиле, имел ковшеобразные раздельные передние сиденья и развитую центральную консоль, композиционно объединённую с панелью приборов.
Все машины серии имели незначительные различия между собой. Так, поздние «КД» получили крышу переработанной формы — с плоской, а не купольной панелью и широкой задней стойкой (при сохранении конфигурации каркаса), а также ряд других отличий в отделке кузова, вроде оформления панели передка и задних фонарей.